# Dioscuros
Discorus byl vzdoropapežem ve dnech 22. září - 14. října 530 po smrti papeže Felixe III.
Vzdoropapežem byl zvolen oproti Bonifáci II. pro svůj postoj proti monofyzitům. Vysvěcen byl na Lateránu ale již 14. října 530 umírá. Bonifác II. jej dal ještě po smrti do klatby.